# Исламское духовенство
Исла́мское духове́нство — условный термин, «поскольку в исламе не существует институтов духовенства, аналогичных христианской церкви как в функциональном, так и в структурном отношении».
«Под мусульманским духовенством подразумевают совокупность лиц, связанных с отправлением культа (мулла, муэдзин), судей (кади), правоведов (факих) и богословов (улем, муджтахид), руководителей общин верующих (имам), правителей государства (халиф), а также глав отдельных религиозных общин (муфтий), орденов, братств (шейх, ишан)».
Шииты «имеют более чёткую иерархическую организацию служителей культа (см. аятолла), чем сунниты. Строгая иерархия свойственна большинству суфийских тарикатов, некоторым общинам и организациям».

## Авлия
Вали (араб. ولي‎ покровитель, святой), Авлия (араб. أولياء‎) — праведник, приближенный к Аллаху, усердствующий в молитвах, поминании Аллаха и других видах поклонения.

## Алим
Уле́мы (араб. علماء‎ уляма́ — «знающие, учёные»; ед. ч. араб. عالم‎ а́лим) или али́мы — собирательное название признанных и авторитетных знатоков теоретических и практических сторон ислама. Со временем стало уважительным прозвищем.

## Ахун
Ахун, Ахунд (перс. آخوند‎) — в Иране и дореволюционной России мусульманский «епископ», аналог арабского кади. Этим же словом «ахун» (кит. 阿訇, иногда 阿衡, 阿洪; пиньинь: āhōng) именуют своих имамов уйгуры и китайские мусульмане (хуэйцзу, дунгане).

## Аятолла
Аятолла (араб. آية الله‎, перс. آیت‌الله‎ знамение Аллаха) — шиитский религиозный титул. Удостоенные этого титула являются экспертами в исламоведении, юриспруденции, этике и философии и обычно преподают в школах религиозных наук.

### Великий аятолла
Великий аятолла или марджа (араб. آية الله العظمى‎) — шиитский религиозный титул. Данный титул носят исламские ученые, достигшие больших высот в исламском праве (фикхе) и методологии (усуле), и имеющие право издавать фетвы (шариатские заключения по тем или иным вопросам).

## Имам
Имам (араб. إمام‎ предводитель) — в исламе духовное лицо, которое заведует мечетью, совершает требы. Имам — также может означать «пример для подражания». Во время общей обязательной молитвы, выбирается имам, который руководит ею. Имамом в молитве может стать любой мусульманин (только мужчина), достигший совершеннолетия, то есть 13 лет.

### Имам (шиизм)
Согласно теологии Двенадцати, основному течению в шиизме, имамы были прямыми духовными наследниками пророка Мухаммеда. Первым имамом был его зять Али, бывший четвёртым халифом.
В Йемене имам — глава общины и государства зейдитов (до 1962 года).

## Ишаны
Ишан (чагат. — išаn) — титул или прозвище, которым называют руководителей суфийских тарикатов (братств) и глав общин исмаилитов. Кроме того, в Средней Азии ишанами также называют представителей рода, ведущего своё происхождение от пророка Мухаммеда.

## Кади
Кади (араб. قاضٍ‎) — шариатский судья, выносящий решение на основе самостоятельного истолкования Корана и Сунны. В Османской империи кади выполнял также нотариальные и некоторые административные функции на территории округа, называвшегося кадилык или каза. От кади произошёл средневековый испанско-португальский титул Алкайд.

## Кербалаи
Кербалаи — почётный титул мусульманина, преимущественно шиита, совершившего паломничество в Кербелу.

## Мавлави
Мавлави (перс. مولوی‎) — почётное исламское религиозное звание, аналогично мулле и шейху, в переводе с арабского значит «правитель» или «владелец».

## Мешеди
Мешеди — почетный титул мусульманина, преимущественно шиита, совершившего паломничество в Мешхед.

## Молда
Молда — слово, присоединяемое до революции в Казахстане в качестве составной части к именам мужчин, получивших мусульманское образование. Молда — мулла, грамотный человек.

## Муджаддид
Муджаддид (араб. مجدد‎ обновитель) — обновитель веры. Согласно хадису пророка Мухаммеда каждые сто лет среди мусульман будут появляться люди, которые будут обновлять Ислам. К муджаддидам были причислены: Умар ибн Абд аль-Азиз, Имам аш-Шафи’и, Имам аль-Ашари, Имам аль-Газали, Имам ар-Рази, Ибн Дакик Ид, Имам ас-Суюти и другие.

## Муджахид
Муджахид, Моджахед (араб. مجاهد‎ борец, совершающий усилие), Гази (араб. غازي‎) — участник джихада, а также любой мусульманин, чья борьба укладывается в причинные рамки одного из определений джихада.

## Муджтахид
Муджтахид (араб. مجتهد‎ усердствующий) — учёный, достигший уровня иджтихада.

## Мулла
Мулла (араб. مُلَّا‎ наместник; хранитель; хозяин) — арабское исламское духовное звание богослова (улема), учёного мужа и правоведа, обычно хорошо знающего Коран (иногда даже наизусть, то есть хафиза), хадисы и нормы шариата. У суннитов часто употребляется как синоним звания имама, избираемого главы общины верующих.
У шиитов звание муллы ниже звания имама (см. двенадцать имамов). Такой мулла не участвует в светском управлении; его компетенция — лишь толкование Корана и вопросов веры.
На Кавказе муллой также называют муэдзинов, «будничных» имамов и другое низшее духовенство, тогда как «пятничный» имам, кади и шейх-уль-ислам именуются Муллой-ахундом (у шиитов) или Муллой-эффенди (у суннитов).

## Мударрис
Мударрис(араб. مُدرس‎ преподаватель) — факих, преподаватель медресе, знаток методики юриспруденции и этико-правовых норм ислама.

## Муфассир
Муфассир (араб. مُفسر‎ толкователь) — толкователь (комментатор) Корана, автор тафсира.

## Муфтий
Муфтий (араб. مفتى‎ — muftī, производное от афта — «высказывать мнение») — высшее духовное лицо у мусульман. Наделён правом выносить решения по религиозно-юридическим вопросам, давать разъяснения по применению шариата. Его решение (фетва) основывается на религиозно-юридических канонах распространённого в данной стране направления ислама (суннизма, шиизма и т. д.), а также школы шариата (мазхаба). В 1788 году указом Екатерины II «Об определении мулл и прочих духовных чинов магометанского закона и об учреждении в Уфе Духовного собрания для заведования всеми духовными чинами того закона в России пребывающими» было организовано Оренбургское магометанское духовное собрание (муфтият).

## Мухаддис
Мухаддис (араб. محدث‎) — учёный, глубоко изучивший науку о хадисах.

## Мухтасиб
Мухтасиб (араб. محتسب‎ подсчитывающий) — служащий специальной организации, руководствующийся законами шариата и следящий за претворением в жизнь исламских моральных норм. Мухтасибы также обладали правом налагать за провинности различные виды наказания (тазир), а также выполняли полицейские функции. Составной частью работы мухтасиба была профилактика правонарушений, для чего они проводили кампанию просвещения населения. В зависимости от тяжести правонарушения мухтасибы могли предупреждать, либо в крайнем случае наказывать публичным побиванием палками.

## Муэдзин
Муэдзин (араб. مؤذن‎; также — азанчей) — в исламе: служитель мечети, призывающий с минарета мусульман на молитву. Первым муэдзином был Билал ибн Рабах.

## Наиб
Наиб (араб. نائب‎ — заместитель, уполномоченный, наместник), в средневековых мусульманских государствах (Арабском халифате, Золотой Орде и др.) правитель округа или провинции, в азербайджанских ханствах — управляющий магалом (округом, провинцией).
В имамате Шамиля — его уполномоченный, осуществлявший военно-административную власть на определённой территории. В некоторых современных мусульманских странах Востока — заместитель какого-либо начальника или духовного лица, иногда — начальник местной полиции, старшина сельской общины.
В Османской империи — судья шариатского суда, заместитель верховного судьи, помощник кадия.

## Садр
Садр — верховный религиозный предводитель, начальник верховного духовного присутствия. В XVII веке существовали два главных садра: 1. «Садр-е хассе — ***» 2. «Садр-е’амме — ***», последний назывался также «Садр-ул-мамалик». Первоначально обе должности занимало одно и то же высшее духовное лицо. Впоследствии же назначались разные люди, из которых более широкими правами пользовался «Садр-е хассе», носивший титул "Садр-ул-судур — *** (Садр садров). Во всех вилайетах он назначал Шейх-уль-исламов, кази, мударрисов духовных школ, мутавалли и мустовфи мечетей, распоряжался всеми делами, связанными с духовными служителями. С XVII в. по XIX века в ханствах Средней Азии Садр или «Садр-ул-судур» — возглавлял верховное духовное присутствие «Диван-ал-Садорат» и присутствовал на заседаниях гражданского суда, возглавляемого Диванбеки. Решения, вынесенные Садрами, подлежали заверению со стороны, Диванбеки и после утверждения шахским указом рекомендовались к применению.

## Праведные халифы
Праведные халифы (араб. الخلفاء الراشدون‎, аль-хуляфа ар-рашидун) — в суннитском исламе — четыре первых халифа (правителя мусульман), при которых ислам осуществлял активную внешнюю экспансию и халифат увеличивался в размерах.

## Повелитель правоверных
Ами́р аль-мумини́н (араб. أمير المؤمنين‎ — повелитель правоверных) — титул халифов и других мусульманских правителей. Если правитель, носит титул амир аль-муминин, то это означает не только его политическую власть, но духовную.
По мнению суннитов, первым, кому был дан титул амир аль-муминин, был Умар ибн аль-Хаттаб. По мнению шиитов, титул был дан Али ибн Абу Талибу ещё во время жизни пророка Мухаммеда и принадлежит только ему. Титул амир аль-муминин принимали халифы из династии Омейядов и Аббасидов и до сих пор используется в отношении некоторых мусульманских лидеров и современных арабских монархов.

## Повелитель мусульман
Амир аль-муслимин (араб. امیر المسلمین‎ повелитель мусульман) — официальный титул главы государства Альморавидов. В 1061 Юсуф ибн Ташфин отстранил своего дядю Абу Бакра ибн Умара от руководства и первым принял титул амир аль-муслимин. Титул амир аль-муслимина давал Альморавидам, по крайней мере в глазах юристов, квазирелигиозную санкцию.

## Факих
Факих (араб. فقيه‎ юрист) — учёный в области мусульманского права.

## Хаджи
Хаджи — почетный титул мусульманина, совершившего хадж — паломничество в Мекку.

## Хазрат
Хазрат (араб. حضرات‎) — исламский религиозный статус. Также и уважительное обращение к человеку с высоким религиозным статусом в Исламе. Соответствует среднеазиатскому «таксыр», турецкому «эфенди» и персидскому «ходжа».

## Халиф
Халиф, Халифа (араб. خليفة‎ — наместник, заместитель) — название самого высокого титула у мусульман. В разные времена взгляды на его содержание были разными. Во всех своих распоряжениях, решениях и делах в интересах уммы халиф ограничен законами шариата. Также в системе Халифата нет наследования в правлении, а наоборот байат (присяга) является методом для избрания халифа. Хариджиты называли халифом выборного правителя, ограниченного волей мусульманской общины.

## Хафиз
Хафиз (араб. حافظ‎ знающий наизусть, хранитель) — хранитель Корана, запоминающий его наизусть. Мусульманин, причисляемый к духовному сословию ввиду знания всего Корана наизусть.

## Худжат аль-ислам
Худжат аль-ислам (араб. حجة الإسلام‎ довод ислама) — шиитский религиозный титул, рангом ниже аятоллы, примерно соответствует епископу в христианстве.

## Шахид
Шахид (араб. شَهيد‎ свидетель) — мусульманин. павший за веру, мученик.

## Шейх
Шейх, (араб. شيخ‎) — почётное название видного богослова в исламе.
Другие значения:
- Духовный наставник, ишан, глава тариката.
- Учитель, руководитель религиозной группы.
- Руководитель группы паломников, совершающих зиярет к святому месту, организующий ритуал.
- Человек, живущий при святом месте и помогающий паломникам совершить зиярет.
- Вождь племени арабов на Аравийском полуострове.
- Любой человек, являющийся Эмиром именуется Шейхом.

Среднеазиатские кишлаки, расположенные около святых мест и занимающиеся только обслуживанием паломников, называются кишлаками шейхов. Иногда шейхами провозглашают лидеров исламских организаций.

## Шейх-уль-ислам
Шейх-уль-ислам (тур. Şeyhülislam) — титул высшего должностного лица по вопросам ислама в ряде исламских государств. В ряде исламских обществ титул шейх-уль-ислама обозначал должность верховного судьи (верховного кадия).

## Суфийские ранги
В суфизме существуют следующие ранги:
- Абдал («заменяющий») — ранг суфийской иерархии (авлия).
- Абрар («исполняющий обеты») — ранг в суфийской иерархии святых.
- Автад («колья») — ранг в суфийской иерархии святых.
- Ариф (араб. عارف‎ — «познавший») — обладатель мистического знания, мистик.
- Ахьяр («самые лучшие») — ранг в суфийской иерархии святых.
- Ашик («влюбленный») — возлюбивший Бога, суфий.
- Баба (тюрк.) — религиозный бродячий проповедник; старец-наставник, глава обители турецкого ордена.
- Вали (араб. ولي‎ — «друг») (мн. ч. авлия) — близко стоящий к Богу, святой, который может обладать сверхъестественными способностями (караматами); «друг Бога»[14].
- Дервиш (перс. درویش‎ — бедняк, нищий) — термин, обозначающий членство в мистическом братстве (тарикат).
- Кутб (араб. قطب‎ — «ось», «полюс», «точка опоры») — высший ранг суфийской духовной иерархии. Глава суфийского братства, «Мастер».
- Мавла, мола, мевла (тюрк.) — господин, покровитель; мавлана — «наш господин», титул Джалаладдина Руми.
- Мурид араб. مريد‎ — суфийский ученик, послушник.
- Муршид (араб. مرشد‎ — руководитель) — в суфизме руководитель тариката, наставник, учитель.
- Нуджаба («превосходящие») — ранг в суфийской иерархии святых.
- Нукаба («предводители») — ранг суфийской иерархии (авлийа).
- Пир (перс. پیر‎ — старец) — старец, название руководителя суфиев в Иране и Индии.
- Устаз (араб. أستاذ‎ — учитель) — в суфизме руководитель тариката.
- Факир (араб. فقیر‎ — бедняк), мн. ч. фукара — бедный, нуждающийся в божьей милости. Синоним дервиша и суфия.
- Халифа (араб. خليفة‎ — «преемник», «заместитель») — заместитель шейха суфийского братства.
- Шахид (араб. شهيد‎ — «свидетель») — возлюбленный; свидетельствующий Бога.
- Шейх (араб. شيخ‎: мн. ч. — шуюх) — руководитель суфийской общины; духовный наставник; тот, кто имеет право посвящать в орден.